# Meximachilis
Genre
Meximachilis est un genre d'insectes Archaeognathes de la famille des Machilidae. 

## Liste d'espèces
Selon ITIS (13 avril 2019) :
- Meximachilis cockendolpheri Kaplin, 1994
- Meximachilis dampfi Wygodzinsky, 1946
- Meximachilis tuxeni Sturm, 1991